# Östra stråket
Östra stråket är en fjärd i norra Vårdö på Åland. Östra stråket ligger nordost om ön Simskäla och övergår i norr i fjärdarna Väderskärs stråket och Rödskärs fjärden.